# Alain Gouriou
Alain Gouriou, né le 25 août 1941 à Lannion (Côtes-du-Nord) et mort le 6 décembre 2012 dans la même ville, est un homme politique français.

## Biographie
Alain Gouriou est l'un des quatre fils d'un couple de pâtissiers installés dans le centre-ville de Lannion, rue Geoffroy de Pont-Blanc,.
Après des études supérieures à Rennes puis à Paris, il devient professeur d'histoire-géographie et revient dans sa ville natale au début des années 1970 pour enseigner au lycée Félix Le Dantec. À la même période, il s'engage en politique, en rejoignant dans un premier temps le PSU de Michel Rocard.
C'est lors des municipales de 1977 qu'il obtient son premier mandat électoral en étant élu au conseil municipal de Lannion sur la liste menée par Pierre Jagoret, dont il devient premier adjoint de 1977 à 1983. À la suite de l'élection du RPR Yves Nédélec en 1983, il devient simple conseiller municipal. Mais c'est la liste qu'il mène qui permet à la gauche de reconquérir la mairie de Lannion en 1989. Alain Gouriou devient maire et dirige la ville pendant trois mandats, jusqu'en 2008. Au cours de ces dix-neuf ans, il s'attache à moderniser la ville par la réalisation de plusieurs équipements marquants comme le complexe des Ursulines, la médiathèque, la reprise du projet du Carré Magique ou le stade d'eau vive.
En 1982, il est élu conseiller général du canton de Lannion et entre au conseil général des Côtes-du-Nord. Il en est le vice-président de 1984 à 2001. Il a également été élu au conseil régional de Bretagne en 1992 mais il doit abandonner ce mandat en 1997 pour aller siéger à l'Assemblée nationale.
Il est en effet élu député de la 5e circonscription des Côtes-d'Armor le 12 juin 1997. Il bat le député sortant Yvon Bonnot, maire UDF de Perros-Guirec, un ancien camarade de lycée. Il rejoint le groupe SOC et est membre de la commission de la production et des échanges. Il est réélu le 16 juin 2002 et devient alors membre de la commission des affaires économiques. Il choisit de ne pas se représenter en 2007. Il laisse alors le soin à Corinne Erhel, son attachée parlementaire pendant dix ans, de représenter le Parti socialiste lors des élections législatives.
Il achève alors son mandat de maire avant de passer la main à Christian Marquet, un novice en politique qui lui succède lors des municipales de 2008.
Il décède en décembre 2012 des suites d'une longue maladie. Plus d'un millier de personnes assistent à ses obsèques à l'église Saint-Jean-du-Baly.
La médiathèque de Lannion porte son nom.

## Affaires judiciaires
Il fut reconnu coupable d'abus de confiance mais dispensé de peine en 2008.

## Mandats

### Conseiller municipal et maire
- 13/03/1977 - 05/03/1983 : adjoint au maire de Lannion
- 13/03/1983 - 12/03/1989 : conseiller municipal de Lannion
- 20/03/1989 - 18/06/1995 : maire de Lannion
- 25/06/1995 - 18/03/2001 : maire de Lannion
- 18/03/2001 - 16/03/2008 : maire de Lannion

### Conseiller général
- 22/03/1982 - 06/01/1984 : Conseiller général du canton de Lannion
- 06/01/1984 - 02/10/1988 : vice-président du conseil général des Côtes-d'Armor
- 03/10/1988 - 27/03/1994 : vice-président du conseil général des Côtes-d'Armor
- 28/03/1994 - 18/03/2001 : vice-président du conseil général des Côtes-d'Armor

### Conseiller régional
- 23/03/1992 - 06/06/1997 : Conseiller régional de Bretagne

### Député
- 12/06/1997 - 18/06/2002 : député des Côtes-d'Armor
- 18/06/2002 - 17/06/2007 : député des Côtes-d'Armor